# Wiktorija Tomowa
Wiktorija Konstantinowa Tomowa (bulgarisch Виктория Константинова Томова; * 25. Februar 1995 in Sofia) ist eine bulgarische Tennisspielerin.

## Karriere
Tomowa, die am liebsten auf Hartplätzen spielt, begann im Alter von sechs Jahren mit dem Tennisspielen. Sie konnte bereits 18 ITF-Turniere im Einzel und zwölf im Doppel gewinnen.
Beim Sandplatzturnier in Gstaad 2017 spielte sie zum ersten Mal im Hauptfeld eines WTA-Turniers. Sie verlor ihre Erstrundenbegegnung gegen Johanna Larsson mit 5:7 und 4:6.
Im Februar 2014 spielte sie in Budapest gegen Portugal erstmals für die bulgarische Fed-Cup-Mannschaft; ihre Fed-Cup-Bilanz weist bislang 12 Siege bei 11 Niederlagen aus.

## Turniersiege

### Einzel
| Nr. | Datum              | Turnier    | Kategorie      | Belag             | Finalgegnerin          | Ergebnis       |
| --- | ------------------ | ---------- | -------------- | ----------------- | ---------------------- | -------------- |
| 1.  | November 2011      | Monastir   | ITF $10.000    | Hartplatz         | Klaudia Boczová        | 3:1 Aufgabe    |
| 2.  | 29. September 2012 | Warna      | ITF $10.000    | Sand              | Anastassija Wassyljewa | 6:1, 6:4       |
| 3.  | 7. Juli 2013       | Prokuplje  | ITF $10.000    | Sand              | Xenia Knoll            | 7:62, 6:2      |
| 4.  | 13. April 2014     | Bol        | ITF $10.000    | Sand              | Iva Mekovec            | 6:1, 6:2       |
| 5.  | 8. Juni 2014       | Sarajevo   | ITF $15.000    | Sand              | Eleanor Dean           | 6:4, 6:3       |
| 6.  | 23. November 2014  | Sousse     | ITF $10.000    | Hartplatz         | Nicole Melichar        | 6:3, 6:2       |
| 7.  | 8. November 2015   | Iraklio    | ITF $10.000    | Hartplatz         | Margot Yerolymos       | 6:3, 6:2       |
| 8.  | 15. November 2015  | Iraklio    | ITF $10.000    | Hartplatz         | Nina Alibalic          | 3:6, 6:3, 6:3  |
| 9.  | 6. März 2016       | Antalya    | ITF $10.000    | Sand              | Susanne Celik          | 4:6, 6:2, 7:5  |
| 10. | 3. April 2016      | Antalya    | ITF $10.000    | Sand              | Caroline Romeo         | 6:0, 6:4       |
| 11. | 10. April 2016     | Antalya    | ITF $10.000    | Sand              | Viktória Kužmová       | 7:65, 6:2      |
| 12. | 18. Juni 2016      | Szeged     | ITF $50.000    | Sand              | Maria Sakkari          | 4:6, 6:0, 6:4  |
| 13. | 9. April 2017      | Istanbul   | ITF $25.000    | Hartplatz (Halle) | Viktória Kužmová       | 6:4, 4:6, 6:2  |
| 14. | 10. September 2017 | Sofia      | ITF $25.000    | Sand              | Jessica Pieri          | 7:67, 4:6, 6:3 |
| 15. | 21. Juli 2019      | Biarritz   | ITF W80        | Sand              | Danka Kovinić          | 6:2, 5:7, 7:5  |
| 16. | 1. März 2020       | Sunderland | ITF W25        | Hartplatz (Halle) | Emma Raducanu          | 4:6, 6:4, 6:3  |
| 17. | 16. April 2023     | Saragossa  | ITF W80        | Sand              | Tereza Martincová      | 4:6, 6:2, 6:3  |
| 18. | 26. August 2023    | Chicago    | WTA Challenger | Hartplatz         | Claire Liu             | 6:1, 6:4       |
| 19. | 26. November 2023  | Valencia   | ITF W100       | Sand              | Jaqueline Cristian     | 7:5, 6:3       |

### Doppel
| Nr. | Datum              | Turnier    | Kategorie   | Belag     | Partnerin          | Finalgegnerinnen                         | Ergebnis         |
| --- | ------------------ | ---------- | ----------- | --------- | ------------------ | ---------------------------------------- | ---------------- |
| 1.  | 12. November 2011  | Monastir   | ITF $10.000 | Hartplatz | Anita Husarić      | Anastasia Kharchenko Nicole Melichar     | 6:3, 5:7, [10:5] |
| 2.  | 22. Juni 2013      | Niš        | ITF $10.000 | Sand      | Viktorija Rajicic  | Nerma Caluk Tjaša Šrimpf                 | 6:1, 6:2         |
| 3.  | 30. Juni 2013      | Prokuplje  | ITF $10.000 | Sand      | Viktorija Rajicic  | Ema Mikulčić Dejana Raickovic            | 6:2, 7:5         |
| 4.  | 13. September 2013 | Sofia      | ITF $25.000 | Sand      | Dia Ewtimowa       | Beatriz García Vidagany Réka Luca Jani   | 6:4, 2:6, [10:6] |
| 5.  | 19. Oktober 2013   | Burgas     | ITF $10.000 | Sand      | Dia Ewtimowa       | Federica Arcidiacono Dschulija Tersijska | 6:4, 6:3         |
| 6.  | 4. April 2014      | Šibenik    | ITF $10.000 | Sand      | Ágnes Bukta        | Eva Rutarová Karolína Stuchlá            | 7:612, 6:1       |
| 7.  | 12. April 2014     | Bol        | ITF $10.000 | Sand      | Ágnes Bukta        | Karolína Stuchlá Carla Touly             | 6:2, 6:1         |
| 8.  | 16. Mai 2014       | Bol        | ITF $10.000 | Sand      | Ema Mikulčić       | Justine De Sutter Monique Zuur           | 6:3, 6:1         |
| 9.  | 7. Juni 2014       | Sarajevo   | ITF $15.000 | Sand      | Barbora Krejčíková | Carolin Daniels Melis Sezer              | 7:63, 6:2        |
| 10. | 14. Juni 2014      | Amstelveen | ITF $10.000 | Sand      | Bernarda Pera      | Tatiana Búa Beatriz Haddad Maia          | 6:0, 2:1 Aufgabe |
| 11. | 13. November 2015  | Iraklio    | ITF $10.000 | Hartplatz | Karin Kennel       | Helen De Cesare Vlada Ekshibarova        | 6:2, 6:4         |
| 12. | 8. April 2016      | Antalya    | ITF $10.000 | Hartplatz | Harriet Dart       | Ani Amiraghjan Daiana Negreanu           | kampflos         |

## Abschneiden bei Grand-Slam-Turnieren

### Einzel
| Turnier         | 2016 | 2017 | 2018 | 2019 | 2020 | 2021 | 2022 | 2023 | 2024 | 2025 | Karriere |
| --------------- | ---- | ---- | ---- | ---- | ---- | ---- | ---- | ---- | ---- | ---- | -------- |
| Australian Open | —    | Q3   | 1    | Q1   | Q2   | Q2   | 1    | 1    | 2    | 1    | 2        |
| French Open     | —    | Q1   | Q2   | Q1   | Q2   | Q2   | 1    | 1    | 2    | 1    | 2        |
| Wimbledon       | —    | Q1   | 2    | Q1   |      | Q2   | 2    | 2    | 1    | 2    | 2        |
| US Open         | Q3   | Q3   | Q1   | Q1   | 1    | 1    | Q3   | 1    | 1    |      | 1        |

Zeichenerklärung: S = Turniersieg; F, HF, VF, AF = Einzug ins Finale / Halbfinale / Viertelfinale / Achtelfinale; 1, 2, 3 = Ausscheiden in der 1. / 2. / 3. Hauptrunde; Q1, Q2, Q3 = Ausscheiden in der 1. / 2. / 3. Qualifikationsrunde; nicht ausgetragen